# Dactylocythere exoura
Dactylocythere exoura är en kräftdjursart som beskrevs av C. W. Hart och D. W. Hart 1966. Dactylocythere exoura ingår i släktet Dactylocythere och familjen Entocytheridae. Inga underarter finns listade i Catalogue of Life.